# Benedetto Gennari junior
Benedetto Gennari (Cento, 19 ottobre 1633 – Bologna, 9 dicembre 1715) è stato un pittore italiano.

## Biografia
Pittore italiano nipote e allievo del Guercino, insieme al fratello Cesare (1637-1688) dopo la morte del maestro diresse una delle più insigni botteghe di pittura della scuola emiliana. Nonostante la vicenda dell'artista debba essere ricostruita sia per quanto riguarda le vicende biografiche sia per quanto concerne il suo percorso stilistico, numerose sono le sue opere presso le principali pinacoteche e fondazioni italiane e straniere.

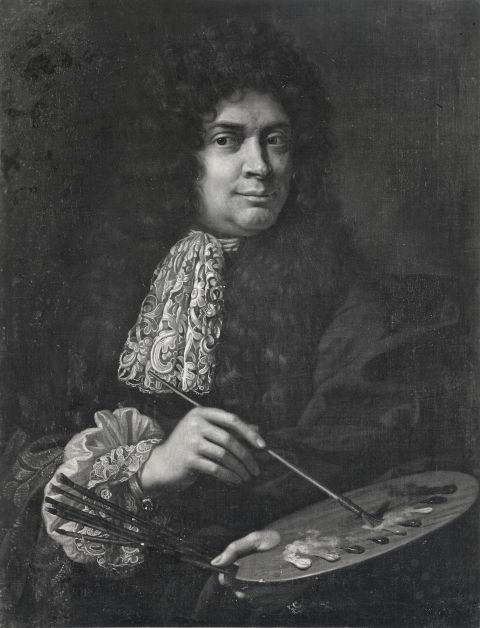
Autoritratto

Ebbe come allievo Giuseppe Gambarini.

## Opere (parziale)
- Forlì, Pinacoteca civica, La Madonna del Rosario
- Parma, Pinacoteca Stuard, Sant'Agnese
- Pieve di Cento, Chiesa di Santa Chiara, Vestizione di Santa Chiara da parte dei Santi Francesco e Antonio da Padova, alla presenza di Sant'Agnese e della Madonna col Bambino

## Galleria d'immagini

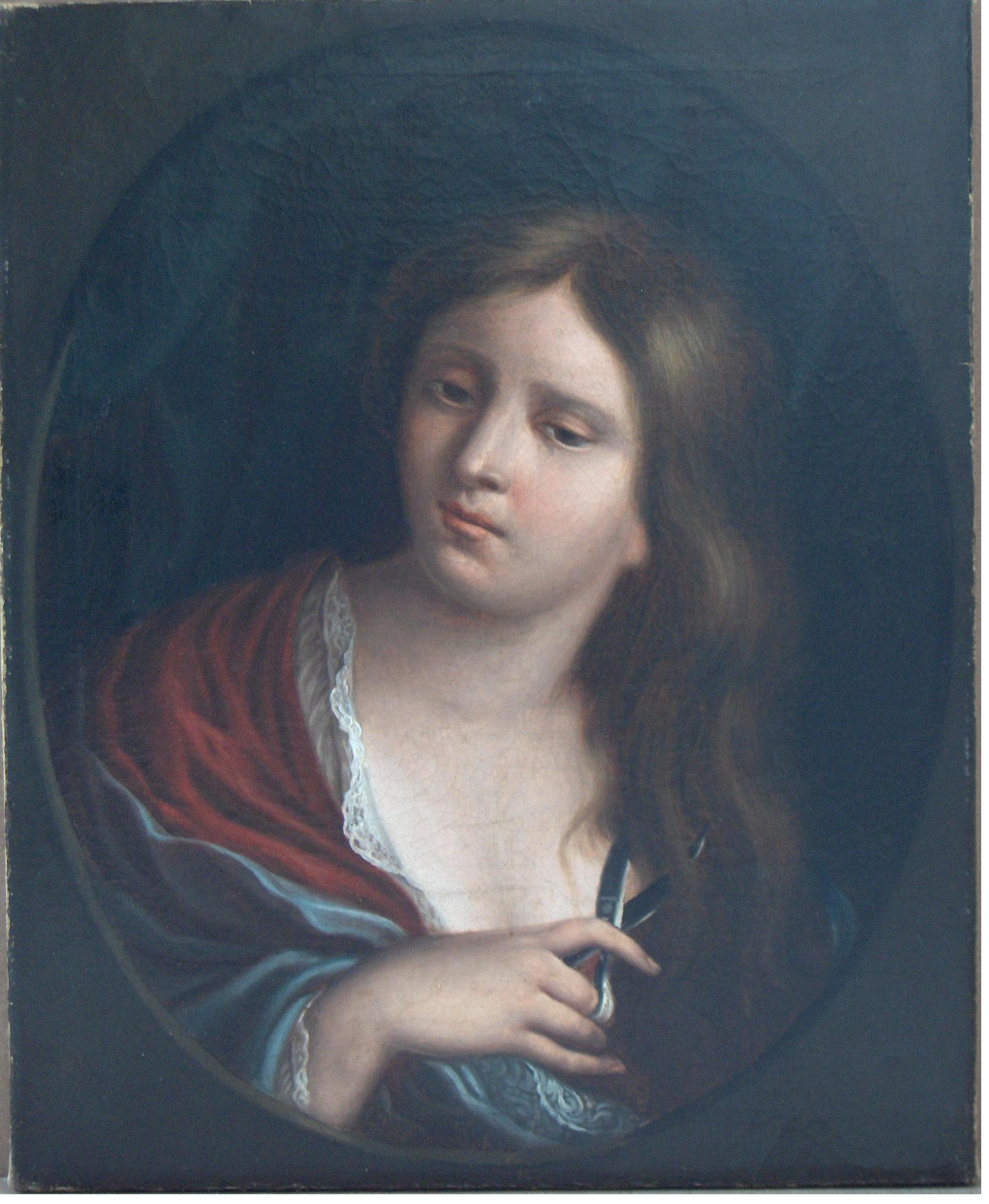
Santa Maria Maddalena
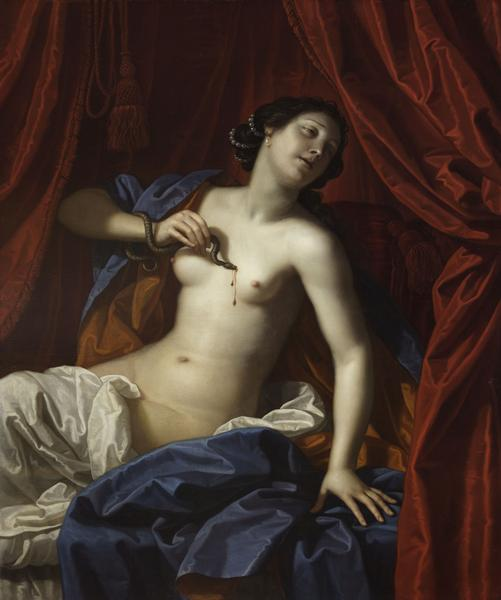
Morte di Cleopatra
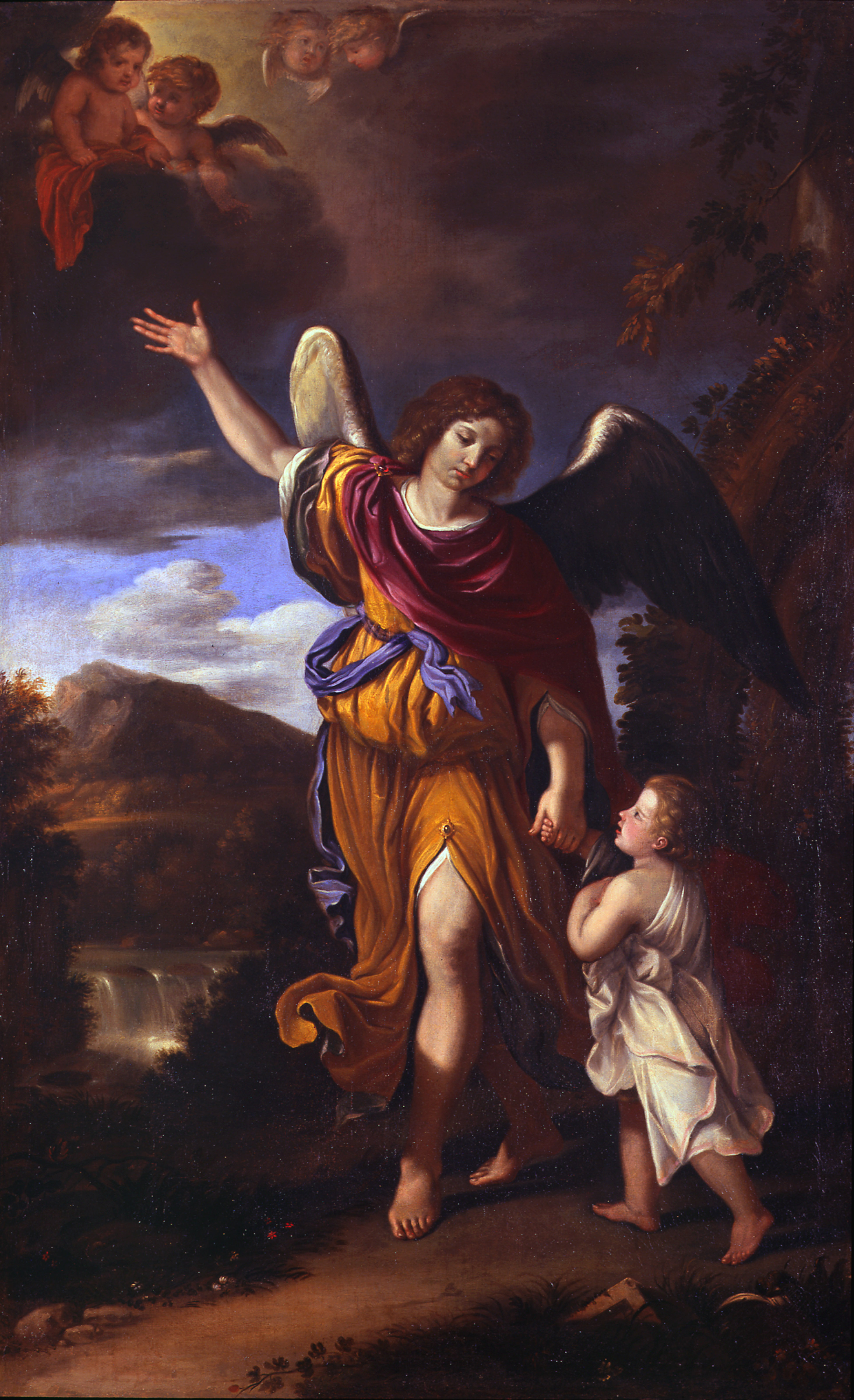
Angelo custode, Collezione Mainetti (Roma)